# Контард
Контард (итал. Contardo; убит в 840, Неаполь) — герцог Неаполя в 840 году, единственный франк на неаполитанском престоле.

## Биография
В 839 году Контард, один из вассалов короля Италии Лотаря I, был послан своим сеньором в Неаполь на помощь герцогу Андрею II, воевавшему с правителем Беневентского княжества Радельхизом I. Андрей II, боявшийся франков не менее лангобардов, предложил Контарда руку своей дочери Евпраксии (вдовы герцога Льва), но затем стал откладывать брак. В марте 840 года Контард организовал заговор против Андрея II: вместе с сообщниками он убил герцога, провозгласил себя правителем Неаполитанского герцогства и для легитимизации своих действий женился на Евпраксии. Однако уже через три дня неаполитанцы подняли мятеж против узурпатора. Франки укрылись в резиденции местного епископа, но восставшие ворвались в здание и обезглавили как Контарда, так и его супругу. Новым герцогом был избран Сергия I, с которого начинается династия наследственных правителей Неаполя.